# 塞尔索·阿亚拉
塞尔索·阿亚拉（西班牙語：Celso Ayala，1970年8月20日—），巴拉圭男子足球运动员，司职后卫。他曾代表巴拉圭国家队参加1998年和2002年国际足联世界杯，两届比赛均止步十六强赛。